# Harald Grosse
Harald Grosse (17 de Novembro de 1906 - 23 de Fevereiro de 1940) foi um comandante de U-Boot que serviu na Kriegsmarine durante a Segunda Guerra Mundial.